# Pilea topensis
Pilea topensis är en nässelväxtart som beskrevs av Friedrich Ludwig Diels. Pilea topensis ingår i släktet pileor, och familjen nässelväxter. Inga underarter finns listade i Catalogue of Life.